# جان بول يونتشا
جان بول يونتشا (بالفرنسية: Jean Paul Yontcha)‏ لاعب كرة قدم كاميروني ولد في 15 مايو 1983 لعب لنادي السد القطري ونادي الخور القطري.

## روابط خارجية
- جان بول يونتشا على موقع قاعدة بيانات كرة القدم.إي يو (الإنجليزية)
- جان بول يونتشا على موقع ناشيونال فوتبول تيمز (الإنجليزية)
- جان بول يونتشا على موقع Soccerway.com (الإنجليزية)
- جان بول يونتشا على موقع عالم كرة القدم.نت (الإنجليزية)
- جان بول يونتشا على موقع AS.com (الإسبانية)